# Авиационные происшествия с Ту-134
Список катастроф и потерь самолёта Ту-134 всех модификаций.
По данным сайта Aviation Safety Network, по состоянию на 10 января 2020 года в общей сложности в результате катастроф и серьёзных аварий были потеряны 75 самолётов Ту-134. Ту-134 пытались угнать 30 раз, при этом погибли 14 человек. Всего в этих происшествиях погибли 1473 человека.

## Список
| Дата       | Бортовой номер | Место катастрофы        | Жертвы   | Описание |
| ---------- | -------------- | ----------------------- | -------- | --- |
| 14.01.1966 | СССР-45076     | Чкаловский              | 8/8      | Второй прототип Ту-134. Во время испытательного полёта командир экипажа на скорости по числу М=0,86, не снижая её, резко отклонил руль направления на 25°, из-за чего самолёт, имея на этом режиме обратную реакцию по крену, резко накренился. Лётчик-испытатель, незнакомый с этим явлением (реверс элеронов), усугубил крен, и самолёт, потеряв управление, перешёл в крутую спираль и разбился. |
| 19.11.1969 | HA-LBA         | Стамбул                 | 0/н. д.  | При посадке выкатился за пределы ВПП, из-за чего у него подломилась стойка шасси. |
| 23.05.1971 | YU-AHZ         | Риека                   | 78/83    | Жёсткая посадка в условиях сильного ливня, приведшая к разрушению правой плоскости крыла. Самолёт перевернулся «на спину» и загорелся. |
| 16.09.1971 | HA-LBD         | Киевская область        | 49/49    | При подходе к аэропорту в условиях сильного тумана отказали все генераторы, из-за чего экипаж перешёл на питания от аккумуляторных батарей. Совершив два неудачных захода на посадку, самолёт разбился при третьей попытке. |
| 08.07.1972 | СССР-65604     | Мурманск                | 0/н.д.   | Пожар из-за провозки в багаже легковоспламеняющегося вещества. |
| 17.07.1972 | СССР-65607     | Икшинское водохранилище | 0/5+     | При выполнении испытательного полёта, в ходе которого отрабатывались вопросы функционирования электрооборудования при отказе всех генераторов, во время имитации отказа из-за низкого напряжения отключились топливные насосы обоих двигателей и двигатели остановились. Малая высота полёта и израсходованный заряд аккумуляторов не позволили повторно запустить их в полёте, после чего экипаж принял решение приводниться на Икшинское водохранилище. Во время посадки самолёт не получил серьёзных разрушений, но был списан и использовался в качестве тренажёра. |
| 30.10.1972 | DM-SCA         | Берлин                  | 0/н.д.   | При посадке в сложных метеоусловиях не смог вовремя остановиться и выкатился за пределы ВПП. |
| 30.06.1973 | СССР-65668     | Амман                   | 7+2/85   | Прерванный взлёт из-за ложного мнения у проверяющего о снижении скорости. Самолёт выкатился за пределы ВПП и столкнулся со зданием, разрушившись на три части. |
| 01.09.1975 | DM-SCD         | Лейпциг                 | 27/34    | При снижении пилоты забыли проверить высоту, самолёт зашёл на посадку ниже глиссады и разбился. КВС был приговорён к пяти годам тюрьмы, остальные выжившие члены экипажа — к трём. |
| 02.01.1977 | OK-CFD         | Прага                   | 0/48     | Столкнулся на ВПП со взлетавшим Ил-18. |
| 02.04.1977 | YU-AJS         | Либревиль               | 8/8      | Грузовой рейс. Разбился при посадке. |
| 21.09.1977 | HA-LBC         | Бухарест                | 29/53    | Врезался в деревья при посадке (экипаж отвлёкся от пилотирования и не заметил снижения под безопасную высоту). |
| 22.11.1977 | DM-SCM         | Берлин                  | 0/74+    | При посадке экипаж забыл отключить автопилот. |
| 16.03.1978 | LZ-TUB         | Габаре                  | 73/73    | В процессе набора высоты на отметке 4900 метров самолёт произвёл разворот на 135° и по неустановленной причине начал снижение с большой скоростью, которое перешло в беспорядочное падение. |
| 22.03.1979 | СССР-65031     | Лиепайский район        | 4/5      | Перегруженный самолёт разбился, пытаясь сесть в сложных метеоусловиях. |
| 19.05.1979 | СССР-65839     | Уфа                     | 0/90     | Выполнял посадку с превышением скорости и заторможенным шасси. Из-за разрушения колёс выкатился с ВПП и загорелся. |
| 31.05.1979 | СССР-65649     | Тюмень                  | 0/н.д.   | При посадке взорвалась шина шасси и вышла из строя гидравлика. Самолёт сгорел. |
| 11.08.1979 | СССР-65816     | Днепродзержинск         | 94/94    | Столкнулись в воздухе из-за ошибки авиадиспетчеров. |
| 11.08.1979 | СССР-65735     | Днепродзержинск         | 84/84    | Столкнулись в воздухе из-за ошибки авиадиспетчеров. |
| 23.01.1980 | SP-LGB         | Варшава                 | 0/н.д.   | Выкатился за пределы ВПП при посадке. |
| 06.01.1981 | СССР-65698     | Сочи                    | 0/н.д.   | При посадке отказал реверс. |
| 28.06.1981 | СССР-65871     | Симферопольский район   | 0/н.д.   | При посадке взорвалась шина шасси, обломки которого пробили топливный бак и вызвали пожар. |
| 17.06.1982 | СССР-65687     | Североморский район     | 15/16    | Самолёт-лаборатория ЛИИ. Экипаж игнорировал предупреждения диспетчера, отклонился от курса посадки и столкнулся с радиомачтой на вершине сопки. |
| 14.08.1982 | СССР-65836     | Сухум (аэропорт)        | 11+0/82  | На полосу, с которой взлетал Ту-134, выехал L-410. |
| 17.06.1983 | СССР-65657     | Гали                    | 0/62     | Попал в зону турбулентности, благополучно сел, но получил критические повреждения. Списан. |
| 30.08.1983 | СССР-65129     | Алма-Атинская область   | 90/90    | По указанию диспетчера снижался вне схемы захода, ночью в горной местности. При срабатывании сигнализации опасного сближения с землёй, экипаж, думая, что полёт происходит под контролем, расценил её как ложную и поздно начал манёвр уклонения. |
| 18.11.1983 | СССР-65807     | Тбилиси                 | 7/64     | Попытка захвата. КВС резко повернул самолёт, находившиеся в кабине террористы не смогли вести прицельный огонь и были вытеснены оттуда. После возврата в аэропорт Ту-134 штурмовал спецназ. Лайнер получил критические повреждения и был списан. |
| xx.xx.1984 | СССР-65095     | Минский АЗ              | 0/0      | Пожар при ремонте на минском авиаремонтном заводе. Списан. |
| 10.01.1984 | LZ-TUR         | София                   | 50/50    | Разбился, пытаясь сесть в условиях сильной метели. |
| 25.05.1984 | 02 красный     | Донецк                  | 7/7      | Военный самолёт. Потерял управление и разрушился в воздухе из-за неправильно проведённого ремонта демпфера рыскания. |
| 01.02.1985 | СССР-65910     | Минская область         | 58/80    | Разбился при взлёте из-за попадания в двигатели кусков льда с обледеневших крыльев. |
| 03.05.1985 | СССР-65856     | Золочевский район       | 15+79/79 | Из-за ошибки авиадиспетчера столкнулся в воздухе с военно-транспортным самолётом Ан-26. |
| 22.06.1986 | СССР-65142     | Пенза                   | 1/59     | Прерванный взлёт, выкатывание с ВПП. У одного из пассажиров случился сердечный приступ. |
| 02.07.1986 | СССР-65120     | Сыктывкар               | 54/92    | Пожар на борту. |
| 20.09.1986 | СССР-65877     | Уфа                     | 2/81     | Попытка захвата. |
| 19.10.1986 | C9-CAA         | Драконовы горы          | 34/44    | Разбился при заходе на посадку во время грозы. На его борту находился президент Мозамбика Самора Машел. |
| 20.10.1986 | СССР-65766     | Куйбышев                | 70/94    | КВС поспорил, что посадит самолёт по приборам. |
| 12.12.1986 | СССР-65795     | Берлин                  | 72/82    | Экипаж не понял диспетчера и посадил самолёт на закрытую полосу. |
| 23.07.1987 | СССР-65874     | Ивано-Франковск         | 0/н.д.   | Из-за перегруза КВС принял решение взлетать от самого торца ВПП. Разворачиваясь, самолёт зацепил «улавливатель самолётов», служивший в качестве аварийного средства остановки истребителей. Из-за полученных повреждений самолёт был списан и передан в качестве наглядного пособия в Рижский институт инженеров ГА. |
| 17.02.1988 | VN-A108        | Ханой                   | 0/н.д.   | Жёсткая посадка. Списан. |
| 27.02.1988 | СССР-65675     | Сургут                  | 20/51    | Разбился при заходе на посадку. |
| 09.09.1988 | VN-A102        | Бангкок                 | 76/90    | Разбился при заходе на посадку во время грозы. |
| 11.10.1988 | OK-AFB         | Прага                   | 0/н.д.   | Грубая посадка. Уцелевший фюзеляж использовался как закусочная. |
| 31.12.1988 | СССР-65011     | Одесса                  | 0/100+   | Приземлившись на огромной скорости, выкатился с ВВП из-за ошибок экипажа. |
| 28.07.1989 | СССР-65670     | Улан-Удэ                | 0/н.д.   | Военный самолёт. Ночью приземлился за 300 метров до ВПП. |
| 30.12.1989 | СССР-65849     | Новый Уренгой           | 0/н.д.   | Разрушение стойки шасси. При ремонте повреждения усугубились, самолёт списан. |
| 13.01.1990 | СССР-65951     | Первоуральский район    | 27/71    | Из-за пожара на борту совершил вынужденную посадку на заснеженное поле, где врезался в систему орошения. |
| 12.01.1991 | VN-A126        | Хошимин                 | 0/76     | При заходе на посадку резко потерял высоту. |
| 24.01.1992 | СССР-65053     | Батуми                  | 0/н.д.   | Выкатился с неочищенной от снега ВПП при посадке. |
| 27.08.1992 | RA-65058       | Ивановская область      | 84/84    | Заход на посадку в 2 километрах правее ВПП, не успел уйти на второй круг. |
| 29.08.1992 | СССР-65810     | Харьков                 | 0/н.д.   | Выкатился с ВПП, списан. |
| 20.09.1993 | 65809          | Сухуми                  | 0/0      | Уничтожен на земле огнём абхазских войск. |
| 20.09.1993 | 65893          | Сухуми                  | 28/28    | Уничтожен абхазским ракетным катером на глиссаде. Упал в море. |
| 20.09.1993 | СССР-65001     | Сухуми                  | 1/30     | Уничтожен миномётным огнём абхазских войск. |
| 22.02.1994 | HA-LBP         | Будапешт                | 4+0/0    | В ангаре, где лайнер готовили к полёту, загорелся чистящий раствор. |
| 07.05.1994 | RA-65976       | Архангельск             | 0/62     | При посадке из-за низкого давления в гидросистеме не вышла правая стойка шасси. |
| 09.09.1994 | RA-65760       | Егорьевск               | 8/8      | Столкнулся с Ту-22М, который должен был «преследовать» и снимать на тепловизор во время испытательного полёта. Ту-22М сумел совершить успешную посадку. |
| 18.11.1994 | HA-LBK         | Будапешт                | 0/н.д.   | При посадке после тренировочного полёта не вышла носовая стойка шасси. |
| 01.12.1994 | / RA-65896     | / Грозный               | 0/0      | Уничтожены в ходе авиаудара по аэропорту Грозного. |
| 01.12.1994 | / RA-65858     | / Грозный               | 0/0      | Уничтожены в ходе авиаудара по аэропорту Грозного. |
| 01.12.1994 | / RA-65030     | / Грозный               | 0/0      | Уничтожены в ходе авиаудара по аэропорту Грозного. |
| 01.12.1994 | / RA-65014     | / Грозный               | 0/0      | Уничтожены в ходе авиаудара по аэропорту Грозного. |
| 01.12.1994 | / RA-65075     | / Грозный               | 0/0      | Уничтожены в ходе авиаудара по аэропорту Грозного. |
| 15.04.1995 | OB-1553        | Лима                    | 0/73     | При посадке заклинило шасси. |
| 24.06.1995 | RA-65617       | Лагос                   | 16/80    | Выкатился с ВПП при посадке в ливень. |
| 24.10.1995 | RA-65855       | Орджоникидзевская       | 0/0      | Повреждён при артобстреле, списан. |
| 05.12.1995 | 4K-65703       | Нахичевань              | 52/82    | Двигатель №1 (левый) отказал при наборе высоты, но экипаж ошибочно отключил двигатель №2 (правый). При вынужденной посадке врезался в ЛЭП. |
| 16.11.1996 | VN-A114        | Дананг                  | 0/н.д.   | Носовая стойка шасси подломилась при движении по рулёжным дорожкам. |
| 03.09.1997 | VN-A120        | Пномпень                | 64/66    | Разбился при попытке посадки в ливень. |
| xx.xx.1997 | RA-65785       | Московская область      | 0/0      | На стоянке в самолёт врезался грузовик, управляемый нетрезвым водителем. Впоследствии самолёт перелетел на авиазавод в Минск, но там его восстановление было признано нецелесообразным. |
| 23.09.1999 | / RA-65626     | / Грозный               | 0/0      | Уничтожен в ходе авиаудара по аэропорту Грозного. |
| 18.01.2002 | RA-65004       | Санкт-Петербург         | 0/0      | Повреждён при ремонте. Списан. |
| 04.03.2002 | RF-65990       | Моздок                  | 0/н.д.   | Борт МВД РФ. В условиях сильной метели совершил посадку за 450 метров до ВПП. |
| 24.06.2003 | RA-65929       | Нягань                  | 0/11     | Не смог взлететь после некачественного ремонта. |
| 24.08.2004 | RA-65080       | Тульская область        | 43/43    | Взорван террористкой-смертницей. |
| 10.07.2006 | 05 красный     | Гвардейское             | 0/29     | После попадания при взлёте птицы в двигатель командир получил команду от РП на прекращении взлёта. Самолёт выкатился за пределы БВПП, врезался в антенное поле БПРМ и в бруствер объездной дороги ВПП, подломил основные стойки, развернулся влево и загорелся. Самолёт полностью сгорел, списан. |
| 17.03.2007 | RA-65021       | Самара                  | 6/57     | Разбился при посадке из-за ошибок экипажа и авиадиспетчеров. |
| 26.03.2009 | RA-65981       | Сокол                   | 0/н.д.   | Борт ВВС России. Прерванный взлёт во время снежной бури, самолёт повреждён и списан. |
| 20.06.2011 | RA-65691       | Петрозаводск            | 47/52    | При выполнении захода на посадку в неблагоприятных погодных условиях командир экипажа, в условиях отсутствия визуального контакта с огнями приближения и наземными ориентирами, поддержав решение штурмана, находящегося в лёгкой степени алкогольного опьянения, и фактически отстранив второго пилота от управления, принял решение не уходить на второй круг, из-за чего самолёт снизился ниже установленной минимальной безопасной высоты и столкнулся с деревьями и землёй.                                                                                        |
| 14.10.2011 | RA-65143       | Новый Уренгой           | 0/74     | Пожар двигателя при взлёте. Списан. |
| 28.12.2011 | EX-020         | Ош                      | 0/88     | При посадке выкатился за пределы ВПП, завалился на бок и загорелся. |
| 16.06.2016 | UN-65683       | Астана                  | 0/н.д.   | При посадке произошёл разрыв двух покрышек колёс шасси. |